# Henri Kubnick
Henri Kubnick est un parolier, producteur de radio et écrivain français né le 26 juillet 1912 dans le 12e arrondissement de Paris et mort le 8 janvier 1991 à Saint-Rémy (Saône-et-Loire).

## Le parolier
Henri Kubnick débute dans la chanson en 1941 en écrivant les paroles de Si tu revois Paris chantées par Alibert sur une musique de Vincent Scotto. En 1944 débute une fructueuse collaboration de plusieurs années avec Henri Bourtayre (Feu follet, Une fleur sur l'oreille, Chanson grise, chanson rose). Un des plus gros succès d'Henri Kubnick est Le Porte-bonheur (musique de Louis Gasté), interprété par Jacques Hélian. Citons aussi, interprétées par Jacques Hélian et Ginette Garcin, Le p'tit cousin (1946) et Les jeunes filles de bonne famille (1947), toutes deux en collaboration avec Guy Lafarge.

## L'homme de radio
En ce qui concerne la radio, Henri Kubnick  a débuté au Poste Parisien avec l'émission Les incollables, mais est surtout connu pour avoir créé en 1958 Le jeu des 1 000 francs qu'il a lui-même animé pendant deux ans avant Maurice Gardett, Albert Raisner, Roger Lanzac, Pierre Le Rouzic, Lucien Jeunesse, Louis Bozon, Nicolas Stoufflet et qui bat des records de longévité sur France Inter avec 60 années d'existence. À sa création, le jeu s'appelle 100 000 francs par jour, la devise en cours est l'ancien franc.
Dans les années 1955, il anime un autre jeu radiophonique sur Paris Inter : Échec au public, le dimanche matin. Les auditeurs tentent de coller l'orchestre de Jacques Breux en lui faisant deviner des chansons dont le titre est alors déguisé sous forme de calembour.
Il a aussi été l'animateur de l'émission du Joyeux circus (avec Roger Lanzac).
Il est évoqué dans le 156e des 480 souvenirs cités par Georges Perec dans Je me souviens.

## L'écrivain

### Ouvrages romanesques historiques
Il est l'auteur d'ouvrages romanesques historiques tels que Le Diable dans la ville en 1978, La Dame du Roi, Bertrade de Montfort en 1986, La Grande Déesse en 1982, Dji la Magicienne en 1984, Échec à Napoléon ou la conspiration de Malet en 1959, En suivant la Pucelle, avec les compagnons de Jeanne d'Arc en 1959, Le Roi Soleil au clair de lune en 1960, Farces et mystifications de l'Histoire en 1971, Charcot et les expéditions polaires en 1940, les Frères Lumière en 1938, La Grande Peur de l'an 2000 (Albin Michel, 1976 puis Marabout, 1977), Les Mémoires de la Bastille, éditions Lattès, 1989.

### Ouvrages humoristiques
Il est également l'auteur d'ouvrages humoristiques tels que Vacances en Lidurie (éditions Pierre Horay), (Grand prix d'Humour en 1957), Les forçats du week end en 1967, Les délices des grands ensembles en 1969, Comment dresser son maître avec Yvette Bainville 1970, Potins et sourires de Fleurine sur Tige en 1940, Les faits divers de Lidorie chez Mame en 1937, Histoires à dormir debout en 1948.
Il est également l'auteur de la pièce Viol au ralenti mise en scène Thiéry Bourcier (Compagnie Thiéry Bourcier Metz) en 1990.

### Romans publiés sous pseudonyme
Il est également l'auteur de romans tels que Diane des Arcs (en 2 tomes), et de Nathalie des beaux jours sous le pseudonyme de Georges Montclar. Il a également utilisé les pseudonymes Pierre Dartel et Henri Dorac.

### Livres pour enfants
On lui doit encore des livres pour enfants en collaboration avec Jean Nohain Friquet pilote de ligne en 1937, Les Voyages de Marco Polo en 1938 (éditions Gründ), Aventures d'autrefois en 1937 (édition SPES Paris), Friquet sur sa locomotive, Le Cirque 1938, Des soldats en 1938, Le Beau Navire 1938, Nuit au zoo, Le Tour du monde de Magellan 1938, Histoire du Lyonnais racontée à la jeunesse par Henri Kubnick et Jacques Liozu (éditions Gründ).

## Livres
Henri Kubnick et Jean-Jacques Pichard, Des soldats, illustrations de Jean-Jacques Pichard, Librairie Gründ, Paris, 1938

## Vie privée
Henri Kubnick a épousé Michèle Wargnier (née en 1943), Miss France 1961.
Il est mort accidentellement sur l'autoroute du Soleil (A6) — qui relie Paris à Lyon — le 8 janvier 1991. Un mardi après midi, son véhicule a heurté l'arrière d'un poids lourd.
Il est inhumé à Châtillon-en-Diois (Drôme). La salle des fêtes de cette localité porte son nom.